# Koralóweczka arizońska
Koralóweczka arizońska (Micruroides euryxanthus) – gatunek jadowitego węża z rodziny zdradnicowatych (Elapidae); jedyny przedstawiciel rodzaju Micruroides.
Wyróżnia się 3 następujące podgatunki tego gatunku:
- Micruroides euryxanthus australis (Zweifel & Norris, 1955)
- Micruroides euryxanthus euryxanthus (Kennicott, 1860)
- Micruroides euryxanthus neglectus (Roze, 1967)

Występuje w Meksyku i Stanach Zjednoczonych. Można go spotkać w stanie Arizona i w południowo-zachodniej części Nowego Meksyku, a także w północno-zachodniej i zachodniej części Meksyku (na południe po południową część stanu Sinaloa).